# Eryngium foetidum
Eryngium foetidum, llamada popularmente cilantro, cilantro habanero, cilantro de monte, cilantrón, cilantro camino, pioresnada, chillangua (Ecuador y Colombia), o culantro coyote (Costa Rica), recao (Puerto Rico), culantro (Panamá), Culantro de pata (Honduras), alcapate (El Salvador y México), alcapa y samat (Guatemala) o culantro(Perú) . En varios países de América para distinguirla de la más tradicional Coriandrum sativum, es una hierba comestible tropical  perenne y  anual de la familia Apiaceae. Es nativa de América tropical donde crece de forma silvestre, pero se cultiva en todo el mundo tropical. Es utilizada como condimento por su olor y sabor característico, muy semejante al Coriandrum sativum o cilantro europeo pero más fuerte y de hojas significativamente más duras.

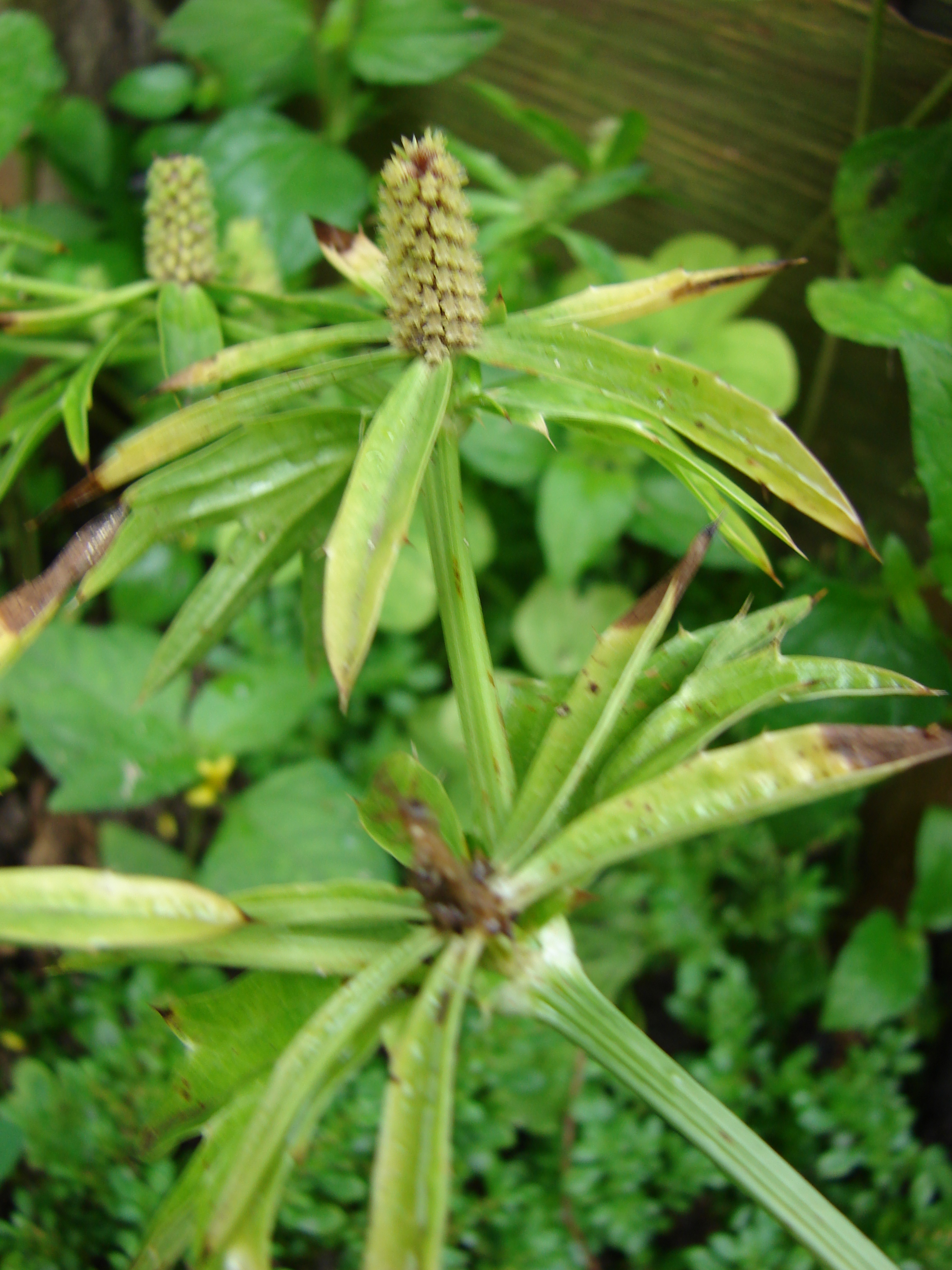
Detalle de la planta

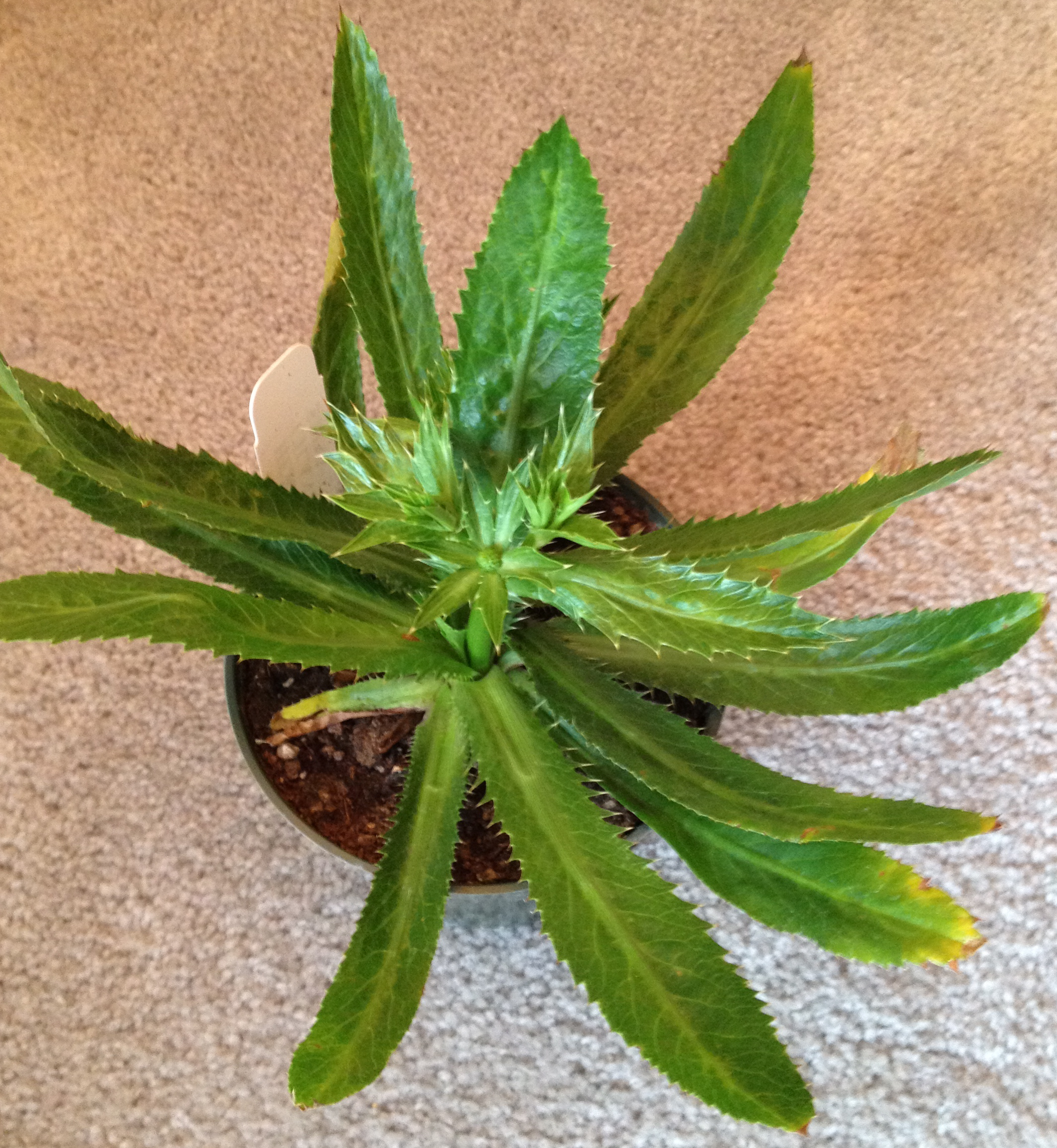
Detalle de las hojas

## Descripción
Son hierbas profusamente ramificadas, que alcanzan un tamaño de 0.5–6 dm de alto. Hojas lanceoladas a oblanceoladas, de 3–30 cm de largo y 1–5 cm de ancho, crenadas a finamente espinuloso-serradas, adelgazadas en la base formando un pecíolo corto y alado. Inflorescencias dicasios ampliamente ramificados, con capítulos 7–11 mm de largo y 3–5 mm de ancho, verde-amarillentos, brácteas involucrales 5–6, lanceoladas, foliáceas, 1–4 cm de largo, excediendo los capítulos, Bractéolas lineares o lanceoladas, 2–3 mm de largo, excediendo los frutos. Fruto globoso, comprimido lateralmente, 1,5-2.0 mm de diámetro, densamente cubierto por vescículas globosas de color pajizo.

## Usos
Gastronomía
En muchos países de Latinoamérica tropical como Brasil, México, Guatemala, El Salvador, Honduras, Venezuela, Costa Rica, Puerto Rico, Panamá, Colombia, Ecuador, Nicaragua, República Dominicana, Cuba, y Perú, las hojas se usan frescas, enteras o picadas, en forma sucedánea al cilantro y perejil.
En la costa del Pacífico colombiano, concretamente de los Departamentos del Cauca y Nariño, así como en la Provincia de Esmeraldas, en el Ecuador, se lo conoce como "chillangua", ingrediente fundamental en la gastronomía local.
En el Perú es un ingrediente básico de la gastronomía amazónica, donde se le conoce como "sacha culantro", para diferenciarlo del Coriandrum sativum, hierba de uso común en la gastronomía del resto del país y conocida allí como "culantro". En Venezuela se le conoce como cilantro de monte. En Ecuador es típico de la comida afroecuatoriana, especialmente en Esmeraldas, donde se lo conoce como "chillangua".
En Panamá se mezcla con perejil, ajo, cebolla y cebollina para preparar el "recao verde", condimento muy utilizado en la preparación de diversos guisos, salsas y sopas. Hojas frescas de culantro son un ingrediente esencial del sancocho.
En Honduras es común utilizarlo en la sopa de costilla de Res, el Mondongo o para aliñar los frijoles 'parados' cocidos en olla.
En México las hojas frescas se utilizan para dar sabor al "arroz blanco", de igual manera se adicionan a la crema de habas que usualmente se consume en la época de Semana Santa. No se tiene registro de cultivos comerciales, crece de manera silvestre en el traspatio de casas y huertos.
Actualmente su cultivo en Panamá se hace en forma comercial, ya que su demanda en la gastronomía Panameña es bastante alta.
Medicina popular
Su principal uso medicinal es resolver varios problemas del aparato digestivo, como diarrea, disentería, meteorismo y como estimulante del apetito. Se emplean las hojas en cocción, administrada de manera oral, o por medio de lavados rectales.
Se utiliza en padecimientos ginecológicos, en casos de amenorrea y hemorragias internas; para promover el parto, se emplea la raíz en té, administrado antes o después del parto; y para curar el congelo (enfermedad de la mujer que ha abortado) se prescribe un té con la raíz de esta especie más yerba martín (Hyptis verticillata), hojas de jobillo, romero, alucema (spp. n/r), cáscaras de jícara (Crescentia cujete), manzanilla (Malvaviscus arboreus), semillas de aguacate (Persea americana) y las de pío (Licania platypus) partidas en cruz y sal; de esto se bebe una dosis caliente.
Para aliviar el asma la hoja se ingiere batida con miel. Además, se le utiliza contra inflamaciones y dolor de rodillas.
Química
Las hojas y flores de E. foetidum contienen un aceite esencial en el que se han detectado los componentes fenílicos 4-hidroxi-3,5-dimetil-acetofenona, 2-4-5-trimetil-benzadehído y ácido 3-4-dimetil-benzoico; los monoterpenos para-cimeno, y alfa-pineno y el ácido graso raro ácido cáprico. Se describe en la literatura que la raíz contiene saponinas, y las partes aéreas, caroteno.

## Propagación
Se reproduce por medio de semillas, que pueden tardar de 7 - 15 días para su germinación. También se propaga de manera asexual a través de la siembra de tallos o por la siembra de los hijuelos que se desarrollan en las inflorescencias. Si se quiere evitar que se pierda la planta después de la fructificación, se deberá mutilar la espiga floral y podar las hojas enfermas y viejas.

## Taxonomía
Eryngium foetidum fue descrita por Carlos Linneo y publicado en Species Plantarum 1: 232. 1753.

#### Etimología
Eryngium: prestado del latín ēryngē, -ǐum derivado del griego ἡρύγγioν, que ya designaba a diversas especies del actual género, pero también a otros «cardos». Tratado por Teofrasto (648, 849), Dioscórides (III,22) y Plinio el Viejo en su Naturalis Historia (22, 18) por sus propiedades «prodigiosas». Curiosamente, Aristóteles empleó el vocablo para referirse a una especie de la familia Rosaceae (Aruncus dioicus) sin relación alguna con el género linneano.
foetidum: epíteto latino que significa "desagradablemente perfumado".

## Nombres comunes
En diferentes países se le conoce por diferentes nombres.
- Guatemala culantro o "samat" en el interior y occidente (Oeste). En el oriente (este) del país se le conoce como "alcapate"
- Venezuela "cilantro de monte", "culantro", "cimarrón".
- Honduras "culantro" "culantro de pata"
- Nicaragua, Cuba "culantro" o "chicoria"
- Panamá: Culantro
- Cuba "yerba del sapo"[11]
- República Dominicana "cilantro ancho" o "sabanero"
- Puerto Rico "recao"
- México "cilantro mexicano" y en otras zonas del país "cilantro habanero", o perejil criollo tabasqueño, en la zona montañosa de Veracruz "cilantro de espinas".
- El Salvador En todo el país: "alcapate".
- Perú "sacha culantro" en la región amazónica donde es ingrediente básico. El resto del país no lo utiliza, sino que utilizan el llamado "culantro" que es el coriandrum sativum que es muy diferente.
- España "orégano de Cartagena", "cilantro habanero" , en Málaga, culantro.
- Colombia "culantro cimarrón, cilantro de tierra, cilantron y cilantro cimarrón."
- Ecuador "Chillangua, culantro de pozo."
- Costa Rica "culantro coyote"

El nombre «culantro» es una deformación de «coriandro», nombre con el que se le denomina a la especie Coriandrum sativum. que a su vez viene del latín coriandrum, y que deriva del griego korios, que quiere decir chinche (el insecto), en alusión al desagradable olor de los frutos cuando todavía están verdes.